# Dominicanerkardinaal
De Dominicanerkardinaal (Paroaria dominicana) is een zangvogel uit de familie Thraupidae.

## Kenmerken
Deze vogel is aan de bovenzijde grijs en aan de onderzijde wit. De rode kop bevat geen kuif. De lengte bedraagt 17 cm.

## Verspreiding en leefgebied
Deze soort is endemisch in het noordoosten van Brazilië.